# 남위 46도
남위 46도는 적도로부터 남쪽으로 46도 떨어진 위선이다. 대서양, 인도양, 태평양, 남아메리카를 지난다. 이 위도에서의 일조시간은 하지일 때 15시간 45분, 동지일 때 8시간 38분이다.

## 지나가는 지역
남위 46도선은 본초 자오선에서 동쪽 방향으로 다음 지역들을 지나간다.

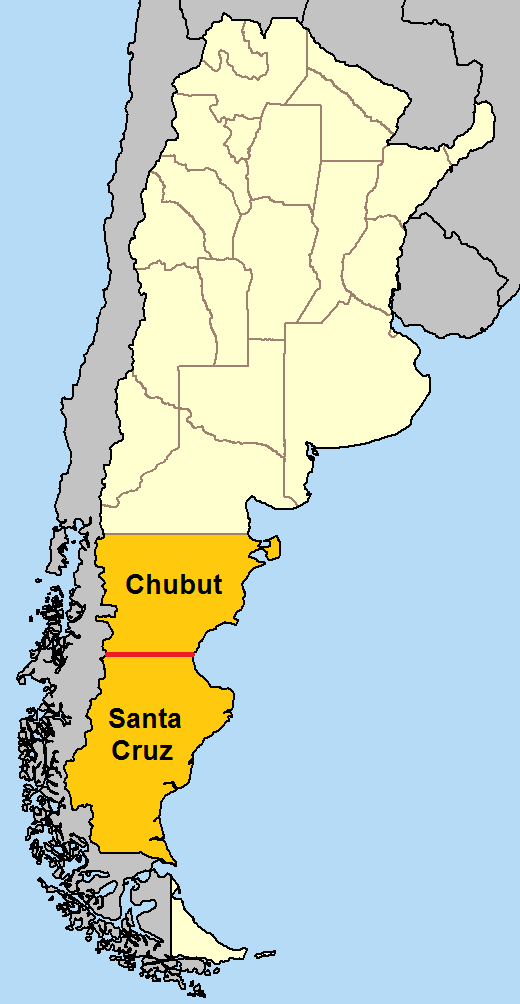
남위 46도선을 경계로 아르헨티나의 추부트주와 산타크루스주의 경계가 나뉜다.

| 좌표                                                    | 국가, 지역, 해역 | 비고                                                                 |
| ------------------------------------------------------- | ---------------- | -------------------------------------------------------------------- |
| 남위 46° 0′ 동경 0° 0′  / 남위 46.000° 동경 0.000°      | 대서양           |                                                                      |
| 남위 46° 0′ 동경 20° 0′  / 남위 46.000° 동경 20.000°    | 인도양           | 프랑스령 남방 및 남극 지역의 크로제 제도                             |
| 남위 46° 0′ 동경 147° 0′  / 남위 46.000° 동경 147.000°  | 태평양           | 태즈먼해                                                             |
| 남위 46° 0′ 동경 166° 26′  / 남위 46.000° 동경 166.433° | 뉴질랜드         | 남섬, 더니딘 남쪽 통과                                               |
| 남위 46° 0′ 동경 170° 15′  / 남위 46.000° 동경 170.250° | 태평양           |                                                                      |
| 남위 46° 0′ 서경 75° 2′  / 남위 46.000° 서경 75.033°    | 칠레             | 타이타오 반도, 아이센주 발마세다 근처 통과                           |
| 남위 46° 0′ 서경 71° 38′  / 남위 46.000° 서경 71.633°   | 아르헨티나       | 추부트주와 산타크루스주의 경계 추브트주 코모도로리바다비아 근처 통과 |
| 남위 46° 0′ 서경 67° 35′  / 남위 46.000° 서경 67.583°   | 대서양           |                                                                      |

## 같이 보기
- 남위 45도
- 남위 47도